# Вантух, Роман Романович
Рома́н Рома́нович Ва́нтух (укр. Роман Романович Вантух; род. 4 июля 1998, Новосёлки-Гостинные, Львовская область) — украинский футболист, защитник луганской «Зари».

## Биография
Родился в селе Новоселки-Гостинные. Обучение футболу начал в спортшколе г. Самбор, затем перешел в академию ФК «Львов». C 2011 по 2015 год защищал цвета этого клуба в ДЮФЛУ. Во второй половине 2014 года выступал в молодёжном первенстве Львовской области за СКК «Демня».
Летом 2015 года перешел в академию киевского «Динамо» имени В. В. Лобановского. Дебют за юношескую команду «бело-голубых» состоялся 15 августа 2015 года в матче с «Металлургом» из Запорожья. В этом же году получил приглашение в состав юношеской сборной Украины по футболу. В январе 2018 года — подписал пятилетний контракт с киевским «Динамо».
С 19 февраля 2019 года — в аренде у ФК «Олимпик» (Донецк). Впервые вышел на поле в основном составе команды 23 февраля 2019 года в матче Премьер-лиги против «Мариуполя». Свой дебютный гол за «Олимпик» ему удалось забить 18 мая 2019 года на 49-й минуте игры с одесским «Черноморцем». Дважды, в октябре и ноябре 2019 года признавался лучшим игроком месяца своего клуба. Всего в составе «Олимпика» сыграл 22 матча и забил два гола.
После завершения аренды в конце 2019 года вернулся в «Динамо» (Киев). 13 января 2020 года официально на правах аренды перешел в футбольный клуб «Александрия». Вернулся в «Динамо» 1 августа 2020 года. 6 октября того же года был вновь отдан в аренду «Александрии», на этот раз до конца сезона 2020—2021.

## Достижения
«Заря» (Луганск)
- Бронзовый призёр чемпионата Украины: 2022/23